# Championnat de France masculin de handball 2012-2013
Navigation
Division 1 2011-2012 Division 1 2013-2014
Le Championnat de France masculin de handball 2012-2013 est la soixante-et-unième édition de cette compétition et la vingt-sixième édition depuis que la dénomination de Division 1 a été posée. Le championnat de Division 1 de handball est le plus haut niveau du championnat de France de ce sport.
Quatorze clubs ont participé à cette édition de la compétition qui a notamment été marquée par l'arrivée de nombreux joueurs majeurs au Paris Saint-Germain à la suite du rachat par QSI et par l'affaire des paris truqués qui a touché le Montpellier AHB.
À la fin de la saison, Paris Saint-Germain est titré Champion de France pour la première fois de son histoire. Le champion et son dauphin, le Dunkerque HGL qui a également remporté la Coupe de la Ligue, sont qualifiés pour la ligue des champions. Le Montpellier AHB ayant terminé troisième et ayant également remporté la Coupe de France, se qualifie pour le tournoi de Wild-Card de la Ligue des champions. Chambéry SH, classé quatrième, se qualifie pour la Coupe de l'EHF.
En bas du classement, l'US Créteil et Billère Handball sont relégués en Pro D2 et sont remplacés par deux clubs de cette même division, l'USAM Nîmes, Champion de France de D2, et le Dijon Bourgogne Handball, vainqueur des playoffs.

## Modalités

### Participants
| \| Aix Billère Chambéry Sélestat Montpellier Dunkerque Saint-Raphaël HBC Nantes Cesson-Rennes Tremblay-en-France Ivry Créteil Paris Toulouse \| Localisation des clubs engagés dans le championnat. En rouge, le champion. |
| Aix Billère Chambéry Sélestat Montpellier Dunkerque Saint-Raphaël HBC Nantes Cesson-Rennes Tremblay-en-France Ivry Créteil Paris Toulouse                                                                                  |

Les 12 premiers du Championnat de France 2011-2012 ainsi que le premier et le vainqueur des playoffs de la Pro D2 2011-2012 participent à la compétition.
Légende des couleurs
- Premier tour de la Ligue des Champions 2012-2013
- Tournoi de Wild Card de la Ligue des Champions 2012-2013
- Troisième tour de la Coupe de l'EHF masculine 2012-2013
- Promu de Pro D2 2012-2013

| Club                             | Classement 2011-2012 | Entraîneur        | Stade                                            | Capacité théorique |
| -------------------------------- | -------------------- | ----------------- | ------------------------------------------------ | ------------------ |
| Montpellier AHB                  | 1                    | Patrice Canayer   | Palais des sports René-Bougnol Park&Suites Arena | 3 000 8 500        |
| Chambéry Savoie Handball         | 2                    | Mario Cavalli     | Le Phare                                         | 4 500              |
| Saint-Raphaël Var Handball       | 3                    | Christian Gaudin  | Palais des sports Jean-François-Krakowski        | 2 000              |
| HBC Nantes                       | 4                    | Thierry Anti      | Palais des sports de Beaulieu                    | 5 500              |
| Dunkerque HGL                    | 5                    | Patrick Cazal     | Salle Dewerdt                                    | 2 000              |
| Fenix Toulouse                   | 6                    | Joël Da Silva     | Palais des sports André-Brouat                   | 3 751              |
| Sélestat Alsace Handball         | 7                    | Jean-Luc Le Gall  | CSI Sélestat Rhénus Sport                        | 2 200 5 500        |
| US Créteil HB                    | 8                    | Benjamin Pavoni   | Palais des sports Robert-Oubron                  | 2 398              |
| US Ivry HB                       | 9                    | Pascal Léandri    | Gymnase Auguste-Delaune                          | 1 500              |
| Cesson Rennes Métropole Handball | 10                   | David Christmann  | Palais des sports de la Valette Le Liberté       | 1 400 4 000        |
| Tremblay-en-France Handball      | 11                   | Stéphane Imbratta | Palais des sports                                | 1 200              |
| Paris Saint-Germain              | 12                   | Philippe Gardent  | Stade Pierre-de-Coubertin                        | 4 016              |
| Pays d'Aix                       | 1 (D2)               | Jérémy Roussel    | Complexe du Val de l'Arc                         | 1 200              |
| Billère Handball                 | 2 (D2)               | Arnaud Villedieu  | Sporting d'Este Palais des sports de Pau         | 1 500 6 500        |

### Budgets
| Club                  | Budget 2012-13 | Budget 2011-12 | Progression | Joueurs | Salaires     | % budget |
| --------------------- | -------------- | -------------- | ----------- | ------- | ------------ | -------- |
| Pays d'Aix            | 2 104 000 €    | D2             | -           | 18      | 666 741 €    | 32 %     |
| Billère Handball      | 1 422 000 €    | D2             | -           | 17      | 452 076 €    | 32 %     |
| Cesson-Rennes MHB     | 1 824 000 €    | 1 500 000 €    | +22 %       | 14      | 639 744 €    | 35 %     |
| Chambéry SH           | 4 421 000 €    | 4 220 000 €    | +5 %        | 18      | 1 396 652 €  | 32 %     |
| US Créteil            | 2 534 802 €    | 2 510 000 €    | +1 %        | 13      | 866 228 €    | 34 %     |
| Dunkerque HBGL        | 3 530 013 €    | 3 660 000 €    | -4 %        | 15      | 1 387 638 €  | 39 %     |
| US Ivry               | 2 433 025 €    | 2 500 000 €    | -3 %        | 15      | 797 680 €    | 33 %     |
| Montpellier AHB       | 7 430 920 €    | 6 670 000 €    | +11 %       | 15      | 2 145 958 €  | 29 %     |
| HBC Nantes            | 3 230 000 €    | 2 650 000 €    | +22 %       | 16      | 1 130 340 €  | 35 %     |
| Paris Saint-Germain   | 9 223 780 €    | 2 450 000 €    | +276 %      | 21      | 3 893 140 €  | 42 %     |
| Saint-Raphaël VHB     | 2 875 600 €    | 2 440 000 €    | +18 %       | 16      | 1 268 920 €  | 44 %     |
| Sélestat AHB          | 1 886 370 €    | 1 990 000 €    | -5 %        | 15      | 482 202 €    | 26 %     |
| Fenix Toulouse        | 2 749 000 €    | 2 180 000 €    | +26 %       | 16      | 1 129 500 €  | 41 %     |
| Tremblay-en-France HB | 2 620 301 €    | 2 370 000 €    | +11 %       | 16      | 995 274 €    | 38 %     |
| Total                 | 48 284 811 €   |                |             | 225     | 17 308 699 € |          |
| Moyenne               | 3 448 915 €    | 2 928 333 €    | +27 %       | 16      | 1 236 336 €  | 36 %     |

Source : « LNH 2012-2013 : Des budgets en forte hausse »(Archive.org • Wikiwix • Archive.is • Google • Que faire ?), sur handnews.fr, 13 septembre 2012 (consulté le 25 mars 2013)
- nombre de clubs professionnels en LNH : 14
- budget moyen des clubs : 3 449 000 euros (2 738 000 euros en 2011/2012, soit une augmentation de 26 %)
- nombre de joueurs professionnels : 225
- salaire mensuel brut moyen : 5 966 euros (4 973 euros en 2011/2012, soit une augmentation de 20 %)
- salaire mensuel brut minimum : 1 642 euros
- moyenne d’âge des joueurs : 28 ans (27 ans en 2011/2012)
- la part des joueurs étrangers est de 27 % (26 % en 2010/2011)
- vingt nationalités représentées (plus fort contingent étranger : Tunisie et Serbie avec 8 joueurs))
- nombre d’internationaux A Français évoluant en championnat de France : 17 (/28)
- nombre d’internationaux (A) toutes nationalités confondues : 71
- nombre d’entraîneurs professionnels : 14
- salaire mensuel brut moyen d'un entraîneur : 6 690 euros (5855 en 2012, soit une augmentation de 14 %)
- moyenne d’âge des entraîneurs : 44 ans (41 ans en 2011/2012)

### Transferts et effectifs
Cette section liste la composition et les transferts des équipes participantes à cette édition du Championnat de France,,.
Le principal événement de l'intersaison concerne le Paris Saint-Germain Handball à fonds qataris qui, avec ses dix arrivées d'internationaux, a réalisé le plus gros recrutement de l'histoire de la D1 avec notamment le retour en France de Luc Abalo et Didier Dinart (du fait des difficultés financières de l'Atlético Madrid), de Samuel Honrubia (ailier gauche, Montpellier), de Mikkel Hansen (du fait des difficultés financières de l'AG Copenhague), de Marko Kopljar ou encore de l'entraîneur historique de Chambéry, Philippe Gardent.
Chambéry, justement, enregistre le retour des frères Bertrand et Guillaume Gille (HSV Hambourg) et s'assure le renfort de l'international français Kévynn Nyokas. Ce dernier s'était pourtant engagé en faveur de Montpellier, qui après la visite médicale a annulé le transfert. Une belle aubaine pour les Savoyards, à la recherche d'un arrière droit en remplacement de Barachet. Montpellier lui s'est séparé de deux joueurs historiques, Mladen Bojinović et Samuel Honrubia, qui ont rejoint Paris et a rEcruté trois joueurs étrangers : le Croate Petar Metličić, le Norvégien Erlend Mamelund et l'Espagnol Cristian Malmagro. Nantes a bien recruté avec l'arrivée des Espagnols Alberto Entrerríos et Jorge Maqueda mais perd deux joueurs majeurs : Kim Ekdahl du Rietz, brillant aux JO où il a décroché une médaillé d'argent avec la Suède, et le capitaine et patron de la défense Rock Feliho, parti à Toulouse... mais qui revient à Nantes dès fin septembre sans avoir disputé de match officiel avec Toulouse.
Parmi les autres transferts notables, on peut citer les arrivées d'Igor Anic au Cesson Rennes Métropole Handball, de Rafael Baena González à l'US Créteil, de Guillaume Joli au Dunkerque Handball Grand Littoral ou encore d'Adrien Dipanda au Saint-Raphaël Var Handball.

#### Pays d'Aix Université Club handball
- Transferts
  - Arrivées : Jérémie Courtois (pivot, SMV Vernon, D2), Nicolas Ivakno (pivot, Hildesheim, Allemagne), Tin Tokić (ITA, arrière gauche, BM Valladolid, Espagne)
  - Départs : Abdérazak Hamad (pivot, Martigues, N2), Jón Heiðar Gunnarsson (pivot, IR Reykjavik, Islande), Sid Ali Yahia (arrière gauche, Angers, D2)
- Effectif
  - Gardiens : Robin Cappelle, Stéphane Clémençon.
  - Ailiers : Mickaël Illes, Clément Romero, Vincent Vially, Pierrick Lhermet.
  - Arrières/demi-centres : Boris Becirović, Vladica Stojanović, Julien Segond, Pierre-Louis Amate, Borut Oslak, Luc Tobie, Kosta Savić, Alexandre Pongérard, Tin Tokić.
  - Pivots : Pierre Marche, Jérémie Courtois, Nicolas Ivakno.
  - Entraîneur : Jérémy Roussel.

#### Billère Handball
- Transferts
  - Arrivées : Nemanja Marjanović (SER, gardien, Ivry), Benjamin Massot-Pellet (ailier droit, Chambéry), Pierre-Yves Ragot (arrière gauche, SCDR Anaitasuna, Espagne), Ryadh Souid (pivot, Semur-en-Auxois, D2)
  - Départs : Josselyn Aroca (ailier droit, Rodez, N2), Julien Lardeux (gardien, Saintes, N1), Clément Loyau (arrière droit, Amiens, N2)
- Effectif
  - Gardiens : Khaled Ghoumal, Nemanja Marjanović, Valentin Rocher.
  - Ailiers : Lilian Latapie, Williams Manebard, Benjamin Massot-Pellet, Pascal Allias.
  - Arrières/demi-centres : Merlin Rosier, Danilo Drobnjaković, Marcel Tchinda, Eden Passe-Coutrin, Pierre-Yves Ragot, Fabrice Chauvin, Fabrice Sessou.
  - Pivots : Pierre Lahore, Ryadh Souid, Rumen Mlyakov.
  - Entraîneur : Arnaud Villedieu.

#### Cesson Rennes Métropole Handball
- Transferts
  - Arrivées : Igor Anic (pivot, VfL Gummersbach, Espagne), Sassi Boultif (ALG, arrière gauche, Istres), Yann Genty (gardien, Istres), Maxime Langevin (ailier droit, Caen, N2), Yann Polydore (arrière droit, Nantes), Jérémy Suty (demi-centre, Dijon, D2)
  - Départs : El Hadi Biloum (ALG, arrière droit), Benoît Chanteraud (ailier droit, HBC des Volcans, N3), Rémy Gervelas (gardien, Ivry), Jean-Baptiste Laz (ailier droit, Rennes, N2), José Carlos Hernandez-Pola (CUB, arrière gauche, retraite), Wael Horri (TUN, arrière gauche)
- Effectif
  - Gardiens : Yann Genty, Nicolas Lemonne.
  - Ailiers : Benoît Doré, Sylvain Hochet, Léo Le Boulaire, Maxime Langevin.
  - Arrières/demi-centres : Romain Briffe, Sassi Boultif, Benjamin Briffe, Romain Ternel, Yann Polydore.
  - Pivots : Igor Anic, Mathieu Lanfranchi, Majed Ben Amor, Romaric Guillo.
  - Entraîneur : David Christmann.

#### Chambéry Savoie Handball
- Transferts
  - Arrivées : Bertrand Gille (pivot, HSV Hambourg, Allemagne), Guillaume Gille (demi-centre, HSV Hambourg, Allemagne), Kévynn Nyokas (arrière droit, Paris), Marko Panić (BOS, arrière droit, (Banja Luka, Bosnie)
  - Départs : Xavier Barachet (arrière droit, BM Atlético Madrid, Espagne), Philippe Gardent (entraîneur, Paris), Guillaume Marroux (ailier droit, Valence, D2), Benjamin Massot-Pellet (ailier droit, Billère), Bertrand Roiné (arrière gauche, SC Lekhwiya, Qatar), Botti (arrêt).
- Effectif
  - Gardiens : Cyril Dumoulin, Nebojša Grahovac.
  - Ailiers : Laurent Busselier, Karel Nocar, Cédric Paty, Olivier Marroux.
  - Arrières/demi-centres : Damir Bičanić, Timothey N'Guessan, Edin Bašić, Guillaume Gille, Marko Panić, Kévynn Nyokas, Yannick Palma, Thomas Capella.
  - Pivots : Bertrand Gille, Grégoire Detrez, Benjamin Gille, Pierre Paturel.
  - Entraîneur : Mario Cavalli.

#### US Créteil
- Transferts
  - Arrivées : Mario Obad (Croatie, arrière gauche, Nexe Našice, Croatie), Rafael Baena González (Espagne, pivot, Ademar León, Espagne)
  - Départs : Nerijus Atajevas (Lituanie, arrière gauche, HC Meshkov Brest, Biélorussie), Frédéric Bakekolo (ailier gauche, Angers, D2), Marko Koljanin (CRO, arrière droit, Pontault-Combault, D2), Yannick Limer (pivot, retraite), Uroš Mitrović (Serbie, demi-centre, Partizan Belgrade, Serbie), Vincent Moreno (ailier droit, Pontault-Combault, D2)
- Effectif
  - Gardiens : Dragan Jerković, Arnaud Tabarand.
  - Ailiers : Hugo Descat, Pierre Zouagui, Adrien Ballet.
  - Arrières/demi-centres : Mario Obad, Fabrice Guilbert, Quentin Minel, Jérémy Toto, Davorin Vranić, Olivier Nyokas, Ivan Stanković.
  - Pivots : Pierre Montorier, Rafael Baena, Sambou Sissoko.
  - Entraîneur : Benjamin Pavoni.

#### Dunkerque Handball Grand Littoral
- Transferts
  - Arrivées : Espen Lie Hansen (Norvège, arrière gauche, Bjerringbro-Silkeborg, Danemark), Christoffer Rambo (Norvège, arrière droit, Elverum, Norvège), Guillaume Joli (Valladolid, Espagne).
  - Départs : Dawid Nilsson (POL, arrière gauche), Fatoux (Tournai, Belgique).
- Effectif
  - Gardiens : Vincent Gérard, William Annotel.
  - Ailiers : Baptiste Butto, Julian Emonet, Jaleleddine Touati, Guillaume Joli, Théophile Caussé.
  - Arrières/demi-centres : Bastien Lamon, Kornél Nagy, Erwan Siakam-Kadji, Christoffer Rambo, Sébastien Bosquet, Espen Lie Hansen, Pierre Soudry.
  - Pivots : Mohamed Mokrani, Benjamin Afgour, Mickaël Grocaut.
  - Entraîneur : Patrick Cazal.

#### Union sportive d'Ivry Handball
- Transferts
  - Arrivées : Rémy Gervelas (gardien, Cesson-Rennes)
  - Départs : Nemanja Marjanovic (Serbie, gardien, Billère), Radek Horák (Rép. tchèque, arrière gauche, Nancy, D2), Joscelyn Pitocco (ailier droit, Gonfreville, D2), Soufian Idir (demi-centre, Gonfreville, D2)
- Effectif
  - Gardiens : Rémy Gervelas, François-Xavier Chapon.
  - Ailiers : Damir Smajlagić, Cédric Loupadière, Jérémy Darras, Thomas Zirn.
  - Arrières/demi-centres : Fabien Ruiz Margaria, Diego Simonet, Sebastian Simonet, Xavier Lorgeré, Davor Dominiković, Morgan Staigre, Wissem Bousnina, Ondřej Šulc.
  - Pivots : Veljko Inđić, Mathieu Bataille.
  - Entraîneur : Pascal Léandri.

#### Montpellier Handball
- Transferts
  - Arrivées : Petar Metličić (Croatie, arrière droit, RK Celje, Slovénie), Erlend Mamelund (Norvège, arrière gauche, Haslum HK, Norvège), Cristian Malmagro (Espagne, arrière droit, AG Copenhague, Danemark)
  - Départs : Richard Štochl (de) (Slovaquie, gardien, Medvedi Tchekhov, Russie), Mladen Bojinović (Serbie, demi-centre, Paris), Samuel Honrubia (ailier gauche, Paris), Rémi Salou (pivot, Tremblay)
- Effectif
  - Gardiens : Primož Prošt, Mickaël Robin.
  - Ailiers : Michaël Guigou, Maxime Arvin-Berod, Dragan Gajić, Vid Kavtičnik, Romain Zerbib.
  - Arrières/demi-centres : Nikola Karabatic, William Accambray, Wissem Hmam, Mathieu Grébille, Erlend Mamelund, Petar Metličić, Cristian Malmagro, Antoine Gutfreund, Baptiste Bonnefond.
  - Pivots : Issam Tej, Luka Karabatic.
  - Entraîneur : Patrice Canayer.

#### Handball Club de Nantes
- Transferts
  - Arrivées : Alberto Entrerríos (ESP, arrière gauche, BM Atlético Madrid, Espagne), Jorge Maqueda (ESP, arrière droit, BM Aragón, Espagne), Gunnar Steinn Jónsson (Islande, demi-centre, HK Drott Halmstad, Suède), Rock Feliho (septembre[NB 1], défenseur, Toulouse)
  - Départs : Rock Feliho (arrière gauche, Toulouse), Kim Ekdahl du Rietz (Suède, arrière gauche, Rhein-Neckar Löwen, Allemagne), Nemanja Pribak (Serbe, demi-centre, Vardar Skopje, Macédoine), Yann Polydore (arrière droit, Cesson), Bruno Pagès et Roche (Bordeaux/N1)
- Effectif
  - Gardiens : Marouène Maggaiez, Arnaud Siffert.
  - Ailiers : Valero Rivera, Paul Mourioux, Frédéric Dole, Mathieu de la Bretèche.
  - Arrières/demi-centres : Alberto Entrerríos, Johannes Hippe, Seufyann Sayad, O'Brian Nyateu, Gunnar Steinn Jónsson, Jorge Maqueda, Michele Skatar.
  - Pivots : Borja Fernandez, Mahmoud Gharbi, Andy Pijulet.
  - Entraîneur : Thierry Anti.

#### Paris Saint-Germain Handball
- Transferts
  - Arrivées : Luc Abalo (ailier droit, Atlético Madrid, Espagne), Didier Dinart (pivot, Atlético Madrid, Espagne), Samuel Honrubia (ailier gauche, Montpellier), Mladen Bojinović (SER, demi-centre, Montpellier), Mikkel Hansen (DAN, arrière gauche, AG Copenhague, DAN), Antonio Garcia (ESP, arrière gauche, Ademar León, Espagne), Marko Kopljar (CRO, arrière droit, RK Zagreb, CRO), Ásgeir Örn Hallgrímsson (ISL, arrière droit, TSV Hanovre, Espagne), Róbert Gunnarsson (ISL, pivot, Rhein-Neckar Löwen, Espagne), José Manuel Sierra (ESP, gardien, BM Valladolid, Espagne), Philippe Gardent (entraîneur, Chambéry), Thierry Perreux (entraîneur adjoint, Villeurbanne, N1).
  - Départs : Kévynn Nyokas (arrière droit, Chambéry), Magnus Dahl (NOR, gardien, en prêt du Atlético Madrid, Espagne), Belgacem Filah (ALG, arrière gauche, Al Nasr Dubaï, EAU), Laurent Lagier-Pitre (demi-centre, Limoges, N1), Goran Kozomara (SLO, pivot, Aalborg Håndbold, DAN), François Berthier (entraîneur)
- Effectif
  - Gardiens : José Manuel Sierra, Patrice Annonay.
  - Ailiers : Samuel Honrubia, Saïd Ouksir, Jeffrey M'Tima, Luc Abalo, Mathias Ortega, Samuel Clementia.
  - Arrières/demi-centres : Mladen Bojinović, Nicolas Claire, Rok Praznik, Ibrahima Diaw, Zacharia N'Diaye, Antonio García Robledo, Mikkel Hansen, Marko Kopljar, Ásgeir Örn Hallgrímsson.
  - Pivots : Didier Dinart, Róbert Gunnarsson, Rudy Nivore.
  - Entraîneur : Philippe Gardent.

#### Saint-Raphaël Var Handball
- Transferts
  - Arrivées : Adrien Dipanda (arrière droit, Ademar León, Espagne)
  - Départs : Kévin Bonnefoi (Istres, D2), Mykola Stetsyura (Ukraine, arrière droit, HC Dinamo Minsk, Biélorussie), Marmounier (Angers, D2), Adrien Claire (Besançon, D2).
- Effectif
  - Gardiens : Slaviša Đukanović, Yohann Ploquin.
  - Ailiers : Raphaël Caucheteux, Grégoire Sanssouci, Alexandre Tomas, Tom Guillermin.
  - Arrières/demi-centres : Aurélien Abily, Nicolas Krakowski, Nicolas Boschi, Rareș Fortuneanu, Geoffroy Krantz, Heykel Megannem, Jan Stehlík (es), Adrien Dipanda.
  - Pivots : David Juříček, Sébastien Garain, Nicolas Moretti.
  - Entraîneur : Christian Gaudin.

#### Sélestat Alsace Handball
- Transferts
  - Départ : Vladimir Ostarčević (en) (Croatie, demi-centre, Tremblay)
  - Arrivée : Rudy Seri (Troyes, N3).
- Effectif
  - Gardiens : Obrad Ivezić, Laszlo Fulop.
  - Ailiers : Michal Salami, Kevin Beretta, Arnaud Freppel, Xavier Rechal.
  - Arrières/demi-centres : Pawel Podsiadlo, Frédéric Beauregard, Guynel Pintor, Yuriy Petrenko, Rudy Seri, Jordan François-Marie, Quentin Eymann.
  - Pivots : Djordje Pesić, Valentin Aman, Olivier Jung.
  - Entraîneur : Jean-Luc Le Gall.

#### Fenix Toulouse Handball
- Transferts
  - Arrivées : Rock Feliho (défenseur, Nantes), Miha Žvižej (Slovénie, pivot, Bjerringbro-Silkeborg, Danemark).
  - Départs : Jonathan Roby (pivot, Limoges, N1), Fabien Arriubergé (gardien, arrêt), Rock Feliho (septembre[NB 1], défenseur, Nantes)
- Effectif
  - Gardiens : Daouda Karaboué, Wesley Pardin.
  - Ailiers : Anouar Ayed, Yannick Cham, Valentin Porte, Pierrick Chelle.
  - Arrières/demi-centres : Rock Feliho[NB 1], Jérôme Fernandez, Damien Kabengele, Xavier Moreau, Rémi Calvel, Danijel Anđelković, Salvador Puig Asbert, Michel Célestin.
  - Pivots : Miha Žvižej, Loïc Van Cauwenberghe.
  - Entraîneur : Joël da Silva.

#### Tremblay-en-France Handball
- Transferts
  - Arrivées : Audräy Tuzolana (ailier gauche, Bjerringbro-Silkeborg, Danemark), Rémi Salou (pivot, Montpellier), Milan Malina (Rép. tchèque, gardien, HC Zubří, Rép. tchèque), Vladimir Ostarčević (en) (CRO, demi-centre, Sélestat), Benjamin Bataille (arrière gauche, Massy, D2)
  - Départs : Sébastien Ostertag (ailier gauche, Chartres, D2), Sébastien Mongin (demi-centre, Chartres, D2), Oleg Sapronov (RUS, gardien, Lanester/N1), Mohamed Sy (SEN, pivot, Semur, D2), Iker Serrano (ESP, pivot, Puerto Sagunto, Espagne), Hatem Hamouda (TUN, arrière droit)
- Effectif
  - Gardiens : Dragan Počuča, Milan Malina.
  - Ailiers : Arnaud Bingo, Jordan Pitre, Audräy Tuzolana, Matthieu Drouhin, Samuel Ugolin.
  - Arrières/demi-centres : Teddy Poulin, Teddy Prat, Romain Guillard, Guillaume Crépain, Benjamin Bataille, Vladimir Ostarčević (en), Ibrahima Sall, Micke Brasseleur, Damien Waeghe.
  - Pivots : Benoît Peyrabout, Rémi Salou.
  - Entraîneur : Stéphane Imbratta.